# مارك باول
مارك باول (4 نوفمبر 1980 بنورثامبتون في المملكة المتحدة - ) (بالإنجليزية: Mark Powell)‏ هو لاعب كريكت بريطاني. لعب مع نادي مقاطعة نورثامبتونشير للكريكت ‏ وLoughborough MCC University ‏.

## وصلات خارجية
- مارك باول على موقع إي آس بي آن كريك إنفو (الإنجليزية)